# Керецковская сельская община
Керецковская сельская общи́на (укр. Керецьківська сільська громада) — территориальная община в Хустском районе Закарпатской области Украины.
Административный центр — село Керецки́.
Население составляет 15 035 человек. Площадь — 301,5 км².

## Населённые пункты
В состав общины входят 4 села:
- Березники
- Керецки
- Кушница
- Лисичово